# The Simpsons Skateboarding
The Simpsons Skateboarding est un jeu vidéo de sport de glisse développé par The Code Monkeys et édité par Fox Interactive et Electronic Arts en 2002 sur PlayStation 2. Basé sur la licence Les Simpson, le jeu s'inscrit dans la lignée de la série Tony Hawk's Skateboarding. Son gameplay n'aura cependant pas convaincu la critique,,.